# Thrigmopoeus insignis
Espèce
Statut de conservation UICN

 VU B1ab(ii,iii)+2ab(ii,iii) : Vulnérable
Thrigmopoeus insignis est une espèce d'araignées mygalomorphes de la famille des Theraphosidae.

## Distribution
Cette espèce est endémique du Karnataka en Inde,.

## Publication originale
- Pocock, 1899 : Diagnoses of some new Indian Arachnida. Journal of the Bombay Natural History Society, vol. 12, p. 744-753 (texte intégral).